# Фальків (перевал)
Фальків (Фальківський) — гірський перевал в Українських Карпатах, у південно-східній частині Покутсько-Буковинських Карпат. Розташований на півдні Вижницького району Чернівецької області, на вододілі річок Серету і Сучави. Висота перевалу — 987 м.
Перевалом проходить дорога місцевого значення, яка з'єднує села Долішній Шепіт і Фальків. Перевал автомобільний, без твердого покриття (ґрунтова дорога), умовно-проїзний. Узимку перевалом майже не користуються.

## Цікаві факти
- До перевалу в 1951—1953 рр. була прокладена вузькоколійна залізниця. Рух через перевал здійснювався на канатно-рейковій тязі. Тобто вагони перетягали тросами за принципом противаг — один вагон піднімався по одному схилу, а з протилежного схилу інший вагон опускався. Вниз йшли вагони, завантажені лісом, а уверх — порожні. До 1965 р. вузькоколійка була закрита, а до 1970 р. — розібрана.